# Eric Betzig
Robert Eric Betzig (Ann Arbor, Michigan, 1960. január 13. –) amerikai fizikus, a 2014-es kémiai Nobel-díj egyik kitüntetettje, melyet Stefan Hell-lel és William E. Moernerrel megosztva kapta a „szuperfelbontású fluoreszcens mikroszkópia kifejlesztéséért”.

## Élete és munkássága
1960-ban született a Michigan állambeli Ann Arborban. A Kaliforniai Műszaki Egyetemen (Caltech) szerzett fizika BSc diplomát 1983-ban, ezt követően a Cornell Egyetemen végzett MSc és PhD tanulmányokat alkalmazott és műszaki fizikából. Diplomamunkájának témája a közelitér optika, mely a fénymikroszkópiában áttörést jelentő módszer. Az eljárás finomításával vizsgálta a gyakorlati alkalmazás lehetőségeit, többek között az adattárolást, a félvezetős spektroszkópiát és a sejtekről szuperfelbontású fluoreszcens eljárással végzett képalkotását. A Howard Hughes Orvosi Kutatóintézet vezető munkatársa, kutatási területe a biológiai célú optikai képalkotási eljárások fejlesztése.

## Díjai, elismerései
- William L. McMillan Award (1992)
- 1993 National Academy of Sciences Award for Initiatives in Research (1993)[4]
- Kémiai Nobel-díj (2014)[2]

## Fordítás
- Ez a szócikk részben vagy egészben  az   Eric Betzig című angol Wikipédia-szócikk ezen változatának fordításán alapul.  Az eredeti cikk szerkesztőit annak laptörténete sorolja fel. Ez a jelzés csupán a megfogalmazás eredetét és a szerzői jogokat jelzi, nem szolgál a cikkben szereplő információk forrásmegjelöléseként.